# Gare de Moji
La gare de Moji (門司駅, Moji-eki) est une gare ferroviaire de la ville de Kitakyūshū, dans la préfecture de Fukuoka au Japon. Elle est exploitée par la compagnie JR Kyushu.

## Situation ferroviaire
La gare de Moji est située au point kilométrique (PK) 5,5 de la ligne principale Kagoshima. Elle marque la fin de la ligne principale Sanyō.

## Histoire
La gare a été inaugurée le 1er avril 1891.

## Service des voyageurs

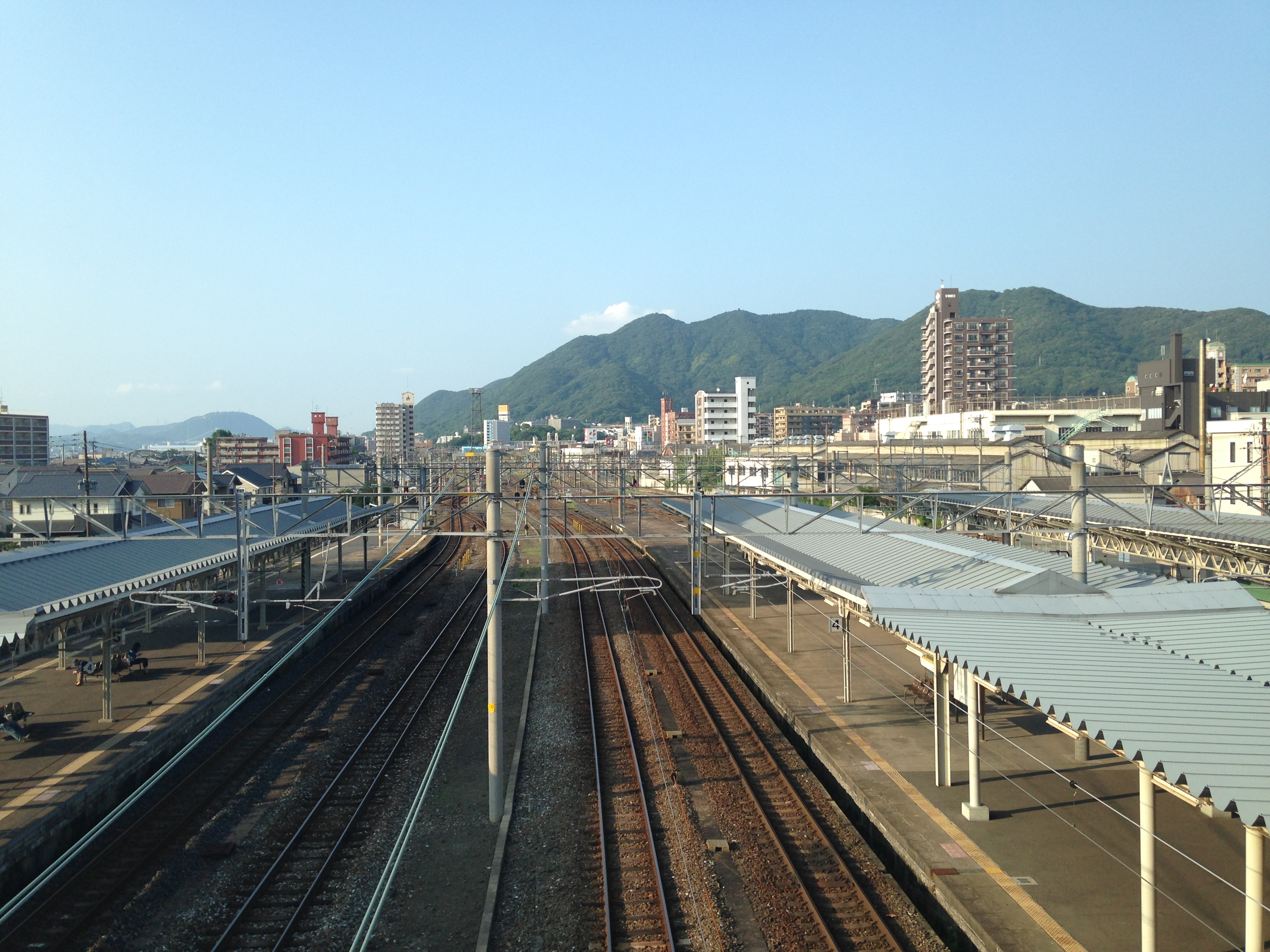
Vue des quais de la gare

### Accueil
La gare dispose d'un bâtiment voyageurs ouvert tous les jours, avec des guichets et des automates pour l'achat de titres de transport.

### Desserte
- Ligne principale Kagoshima :
  - voies 1 à 4 : direction Kokura et Hakata
  - voies 5 et 6 : direction Mojikō
- Ligne principale Sanyō :
  - voies 2 à 6 : direction Shimonoseki